# IF Sparta Bokseklub
IF Sparta bokseklub eller blot IF Sparta er en bokseklub beliggende på Østerbro i København. Formand for klubben er i dag Julek Grabowski.

## Historie
Klubben blev grundlagt i 1898 ved en sammenlægning af Idrætsklubben Sparta og Østerbros Atletik- og Bokseklub og markerede sig hurtigt som en af de førende danske bokseklubber. Ved de første danske mesterskaber i boksning i 1915 blev samtlige danmarksmesterskaber i de fem vægtklasser vundet af boksere fra IF Sparta. I den første halvdel af 1900-tallet var IF Sparta blandt de førende klubber, og boksere fra klubben markerede sig stærkt internationalt. 
Den sammenlagte klub blev dog i 1970'erne opdelt i fire selvstændige klubber, herunder den nuværende IF Sparta bokseklub. En anden af de fire klubber var Sparta Atletik. 
Blandt klubbens notable boksere har blandt andet været 
- Knud Larsen, 2 x DM (1919-20) og danmarks første professionelle europamester.
- Robert Larsen, 3 x DM (1922-24), deltagelse ved OL i 1924 og senere professionel.
- Harald Nielsen, dansk mester i weltervægt 1925, deltagelse ved OL i 1924 og guld ved europamesterskaberne i 1925.
- Arne Sande, 5 x DM (1925-28 og 1930), EM Bronze i 1925 og 1927 samt deltagelse ved OL i 1928
- Svend Aage Christensen, 4 x DM i letsværvægt (1942-45) og guld ved "krigs-europamesterskaberne" i 1942.
- Hans Nielsen, 4 x DM (1920-21 og 1923-24), OL-guld ved OL i 1924 og Europamester i 1924. Hans Nielsen boksede dog overvejende for AK Jyden i sin amatørkarriere, men DM i 1921 blev vundet for IF Spata.
- Victor Jørgensen – 4 x DM (1949-50, 1952-53), EM-sølv 1949 og bronze ved OL i 1952
- Preben Rasmussen, 3 x DM (1963-65), deltagelse ved OL i 1964, NM 1965. Preben Rasmussen boksede dog en del af tiden for CIK.
- Hans Jørgen Jacobsen, DM i sværvægt 1965 og senere professionel
- Ralf Jensen, 4 x DM (1967, 1969-71), 3 x NM (1967, 1969 og 1971) 2 x bronze ved EM
- Mads Larsen, senere professionel bokser med EBU-mesterskab og en række "verdensmesterskaber" anerkendt af mindre bokseforbund.

## Eksterne links
- Klubbens hjemmeside